# Piz da las Clavigliadas
Piz da las Clavigliadas är en bergstopp i Schweiz.   Den ligger i regionen Engiadina Bassa/Val Müstair och kantonen Graubünden, i den östra delen av landet, 210 km öster om huvudstaden Bern. Toppen på Piz da las Clavigliadas är 2 984 meter över havet, eller 219 meter över den omgivande terrängen. Bredden vid basen är 1,4 km.
Terrängen runt Piz da las Clavigliadas är bergig åt sydväst, men åt nordost är den kuperad. Runt Piz da las Clavigliadas är det glesbefolkat, med 10 invånare per kvadratkilometer.. Närmaste större samhälle är Scuol, 12,3 km öster om Piz da las Clavigliadas. 
I omgivningarna runt Piz da las Clavigliadas växer i huvudsak barrskog.